# 三沢駅 (青森県)

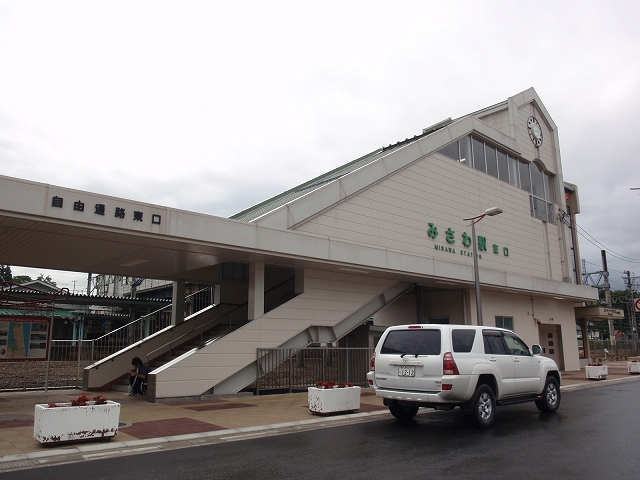
東口（2011年7月）

三沢駅（みさわえき）は、青森県三沢市大字犬落瀬字古間木にある、青い森鉄道青い森鉄道線の駅である。
近傍にはかつて十和田観光電鉄線の同名の駅があり、青い森鉄道線との乗換駅となっていたが、2012年（平成24年）3月31日の運行を最後に廃線・廃駅となった。

## 歴史
- 1894年（明治27年）4月1日：日本鉄道の古間木駅（ふるまきえき）として開業[2]。一般駅[2]。
- 1906年（明治39年）7月1日：日本鉄道が国有化[2]、官設鉄道の駅となる。
- 1916年（大正5年）11月29日：当駅と下田駅の間で、下り第331臨時旅客列車と上り第308貨物列車が正面衝突する事故が発生。当駅の助役の閉塞装置の不正取り扱いが原因で、かかわった助役と駅員が実刑判決を受けた[3][4]。
- 1922年（大正11年）9月4日：十和田鉄道（十鉄、現在の十和田観光電鉄）の古間木駅が開業[1]。
- 1926年（大正15年）8月1日：十鉄古間木駅が120m移転[1]。同時に駅業務を国鉄に委託。
- 1934年（昭和9年）4月15日：国鉄の新駅舎完成式。名勝地を意識し、白樺を使った山小屋風の木造建築となった。3間四方の大きさの貴賓室も設けられ、三越調製による調度品が使われた[5]。
- 1954年（昭和29年）9月：十鉄古間木駅に事務室設置（バス営業所長が駅長を兼務し、業務は国鉄委託）。
- 1959年（昭和34年）1月1日：十鉄古間木駅の新駅舎落成、国鉄への業務委託を解除。
- 1961年（昭和36年）
  - 2月：十鉄バス営業所を分離、鉄道専任の駅長を配置。
  - 3月1日：十鉄の古間木駅が三沢駅に改称[1]。
  - 3月20日：国鉄の古間木駅が三沢駅に改称[2]。
- 1963年（昭和38年）5月22日：昭和天皇、香淳皇后が県内を行幸啓。弘前駅発、三沢駅着のお召し列車が運行[6]。
- 1964年（昭和39年）7月：十鉄三沢駅が「三沢観光センター」としてリニューアル[1]。
- 1971年（昭和46年）7月：十鉄三沢駅に自動券売機を設置。
- 1977年（昭和52年）9月30日：第32回国民体育大会に出席する昭和天皇が来県。三沢駅発、青森駅行きのお召し列車が運転される[7]。
- 1986年（昭和61年）11月1日：荷物の取扱を廃止[2]。
- 1987年（昭和62年）
  - 3月1日：新駅舎のうち、西口のみの暫定供用開始[8]。
  - 3月27日：新駅舎が全面供用開始。これにより、1894年の開業後初めて、西口（正面口）と東口がつながり[8]、橋上駅舎となる[9]。
  - 4月1日：国鉄分割民営化に伴い、国鉄の駅は東日本旅客鉄道（JR東日本）および日本貨物鉄道（JR貨物）の駅となる[2]。
- 1993年（平成5年）3月9日[10]：キャタピラー式車いす用階段昇降機（ステッピングカー）を配備[11]。
- 2006年（平成18年）6月：本八戸駅からの石油輸送貨物列車が廃止され、貨物列車の発着がなくなる。
- 2008年（平成20年）
  - 3月1日：旧・十和田観光電鉄が「とうてつ」に事業譲渡し、「とうてつ」が新・十和田観光電鉄に社名変更[1]。
  - 同年度内（日時不明）：JR貨物の駅が廃止され、貨物の取扱が終了[注釈 2]。
- 2010年（平成22年）
  - 9月30日：三沢駅旅行センター閉店。
  - 12月4日：東北新幹線全線開業に伴い、JR東北本線の八戸駅以北が青い森鉄道に移管[12]。三沢駅長が廃止され、八戸駅長管理下となる。
- 2011年（平成23年）
  - 5月1日：三沢駅長が配置され、再び管理駅となる。
  - 6月14日：青い森鉄道初の旅行代理店「青い森たびショップ三沢」を開設[13]。
- 2012年（平成24年）4月1日：十和田観光電鉄線が廃止[1]。
- 2020年（令和2年）4月4日：「駅前交流プラザみ～くる」がオープンし、観光案内所を併設[14]。それに伴い、交通広場に移動したバス停、タクシー乗り場が運用開始。
- 2022年（令和4年）1月14日：「青い森たびショップ三沢」が営業休止[15]。

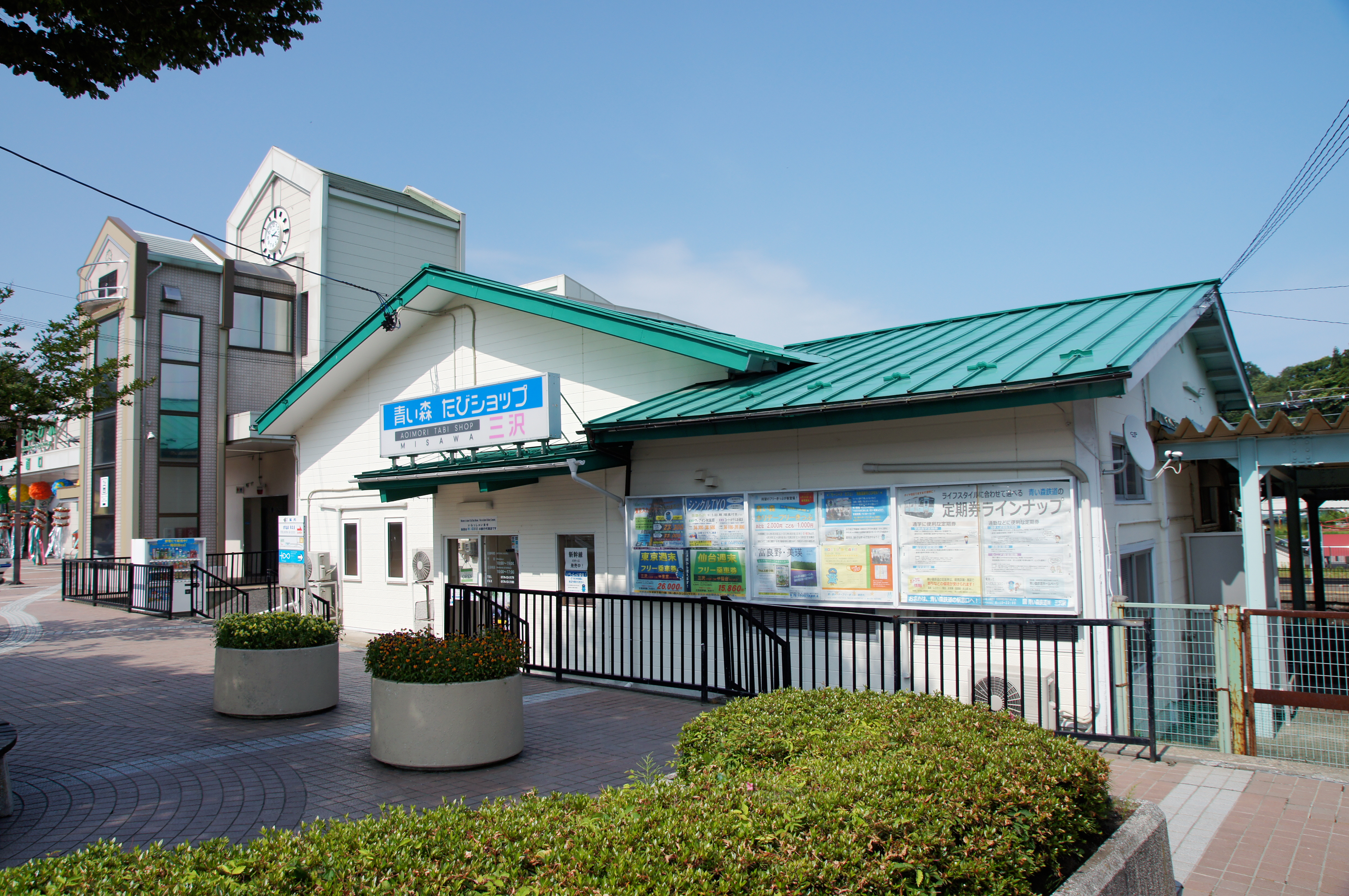
青い森たびショップ三沢（2012年7月）

## 駅構造
単式ホーム1面1線と島式ホーム1面2線、計2面3線のホームを持つ地上駅である。青森県内では数少ない橋上駅舎を有し、コンコースとホーム間、駅出入口には階段のほかエレベーターを設置している。日本国有鉄道（国鉄）・JR東日本時代は、特急・急行列車の停車駅だった。
青い森鉄道の直営駅で、終日駅員配置駅。青い森鉄道転換当初は八戸駅管理であったが、現在は駅長が配置され、再び管理駅となり、下田駅 - 上北町駅間の各駅を管理する。
出札窓口、自動券売機、待合室、改札口がある。自動改札機の設置はなく、有人改札口のみである。

### のりば
| 番線 | 路線          | 方向 | 行先           |
| ---- | ------------- | ---- | -------------- |
| 1    | ■青い森鉄道線 | 下り | 青森方面       |
| 2・3 | ■青い森鉄道線 | 上り | 八戸・目時方面 |

- 3番線は平日朝6時半の当駅始発の八戸行きが使用する。

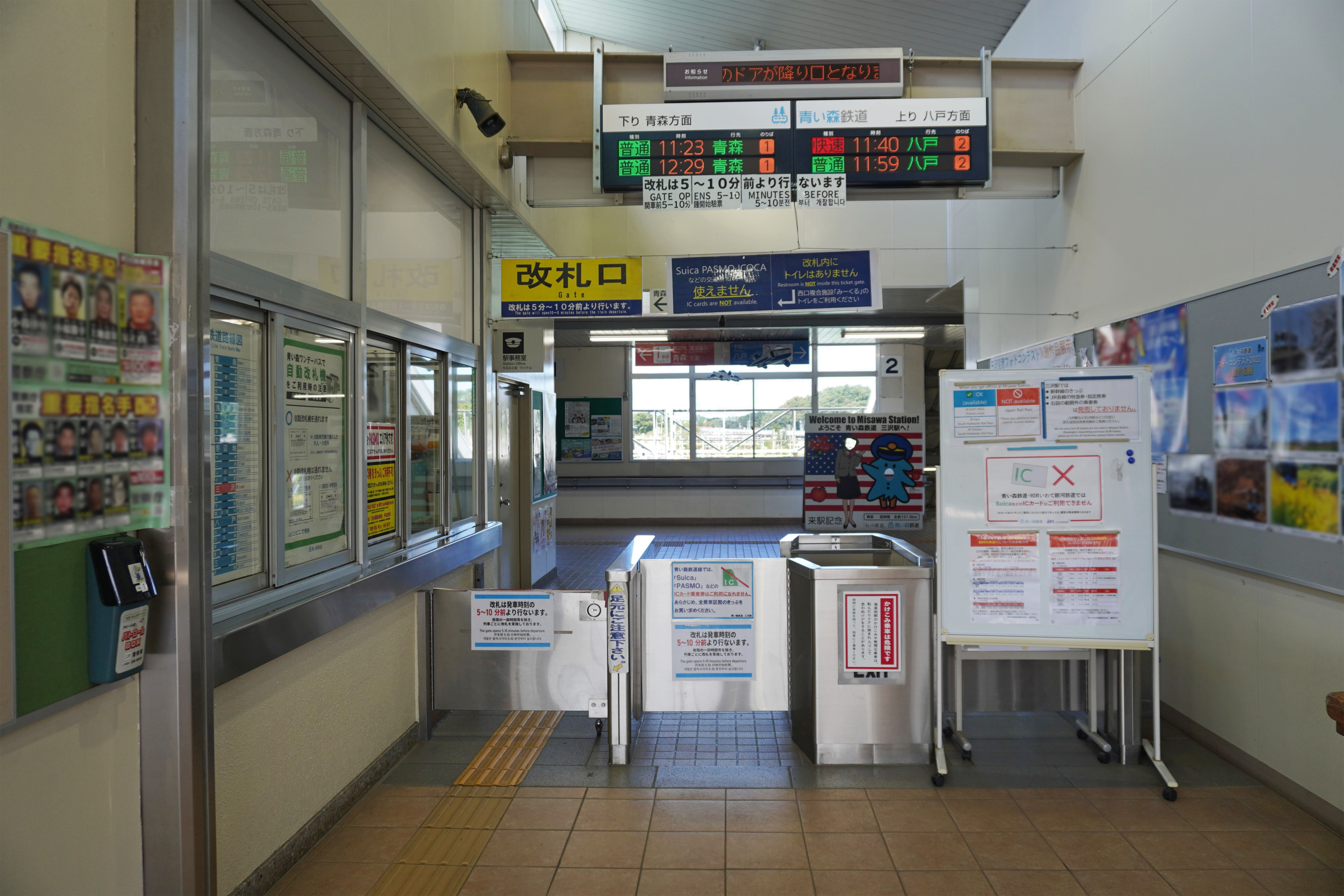
改札口（2023年9月）
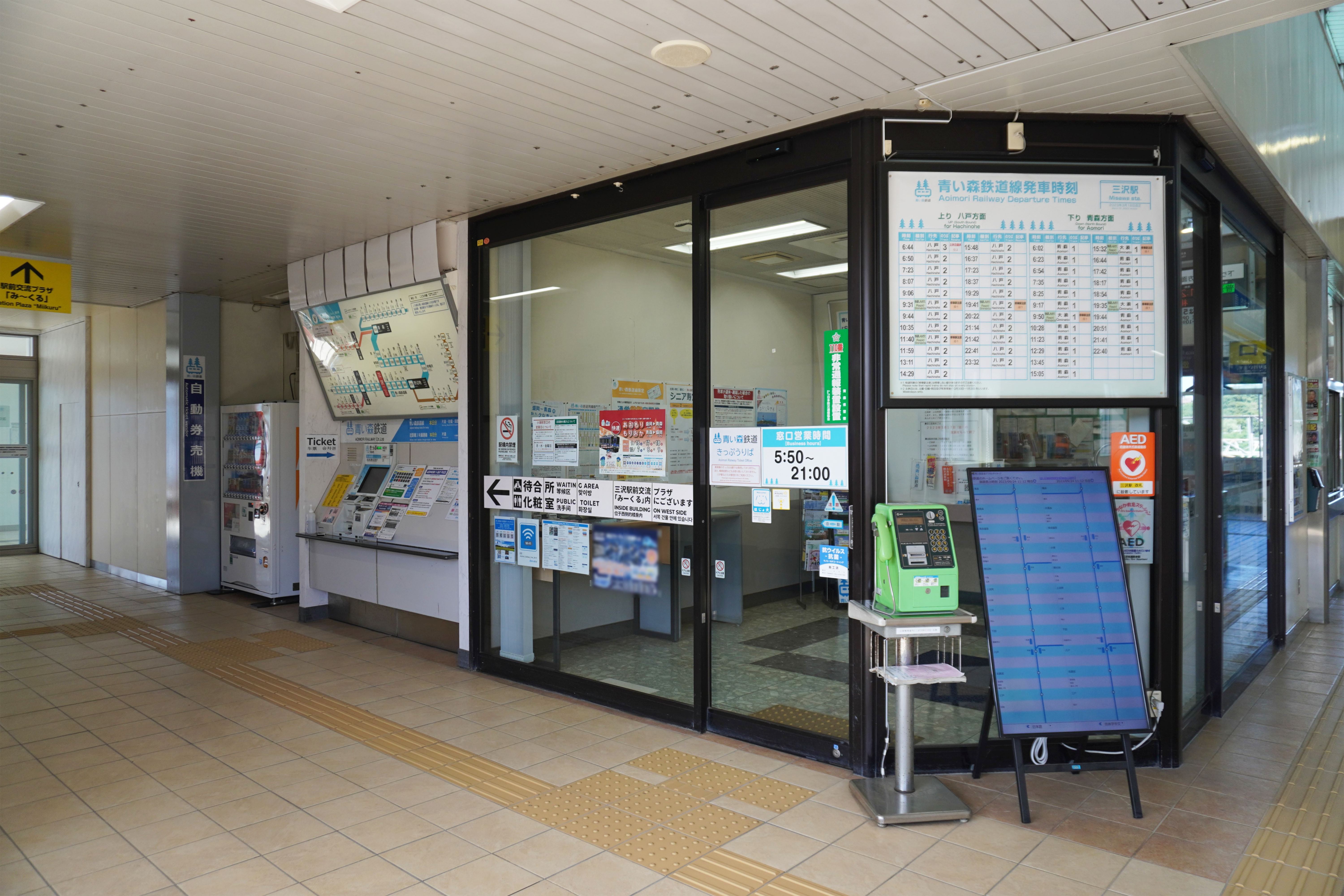
切符売り場（2023年9月）
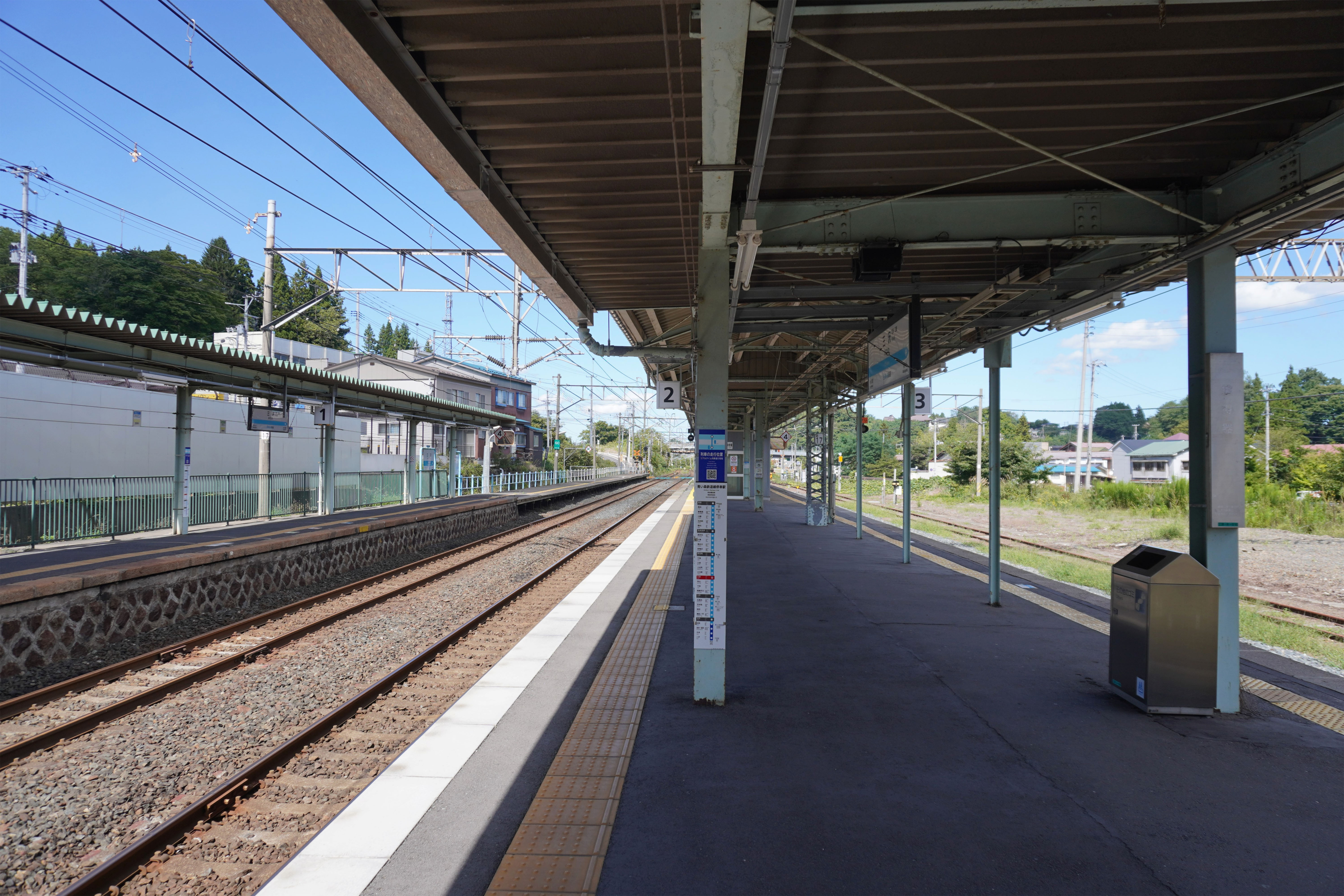
ホーム（2023年9月）

### 十和田観光電鉄（廃線）
青い森鉄道三沢駅西口に隣接する場所に電車が発着していた元駅のバス待合室があった。頭端式ホーム1面2線を有する地上駅であった。ただし、乗り場に番号は付与されていない。通常は西側（青森県道10号三沢十和田線寄り）のホームを使用するが、回送電車などが停車して使用できない場合は東側（青い森鉄道線寄り）のホームに停車していた。かつて2両編成の列車では十和田市駅寄りの部分がホーム有効長にかからないため、三沢駅寄りのドアから降車する措置がとられることがあったが、後にホームが拡張されそのような事態は解消された。
駅舎内に電車出札口、自動券売機、バス出札口、駅そばがあった。JR・十鉄貨物受渡線が駅南側（古牧温泉東側）にあったが、のちに線路が撤去されている。昭和時代には2階に喫茶店や案内所があったが、のちに2階部分は閉鎖されている。1階もかつて売店が設置されていた場所に自動販売機が置かれており、売店の商品はそば屋「とうてつ駅そば」で販売されている。また、ガムの自動販売機もあった。
「とうてつ駅そば」は廃線決定後も「残してほしい」という声が駅ノートなどに多く寄せられ廃駅となってからも営業を続けていたが、2019年、駅前広場の整備事業に伴い駅舎は解体された。駅舎解体に伴い「とうてつ駅そば」は一時的に近隣店舗に移転したのち、2020年8月7日、駅前交流プラザみ～くる施設内に「とうてつ駅そば三沢駅前店」として再オープンした。

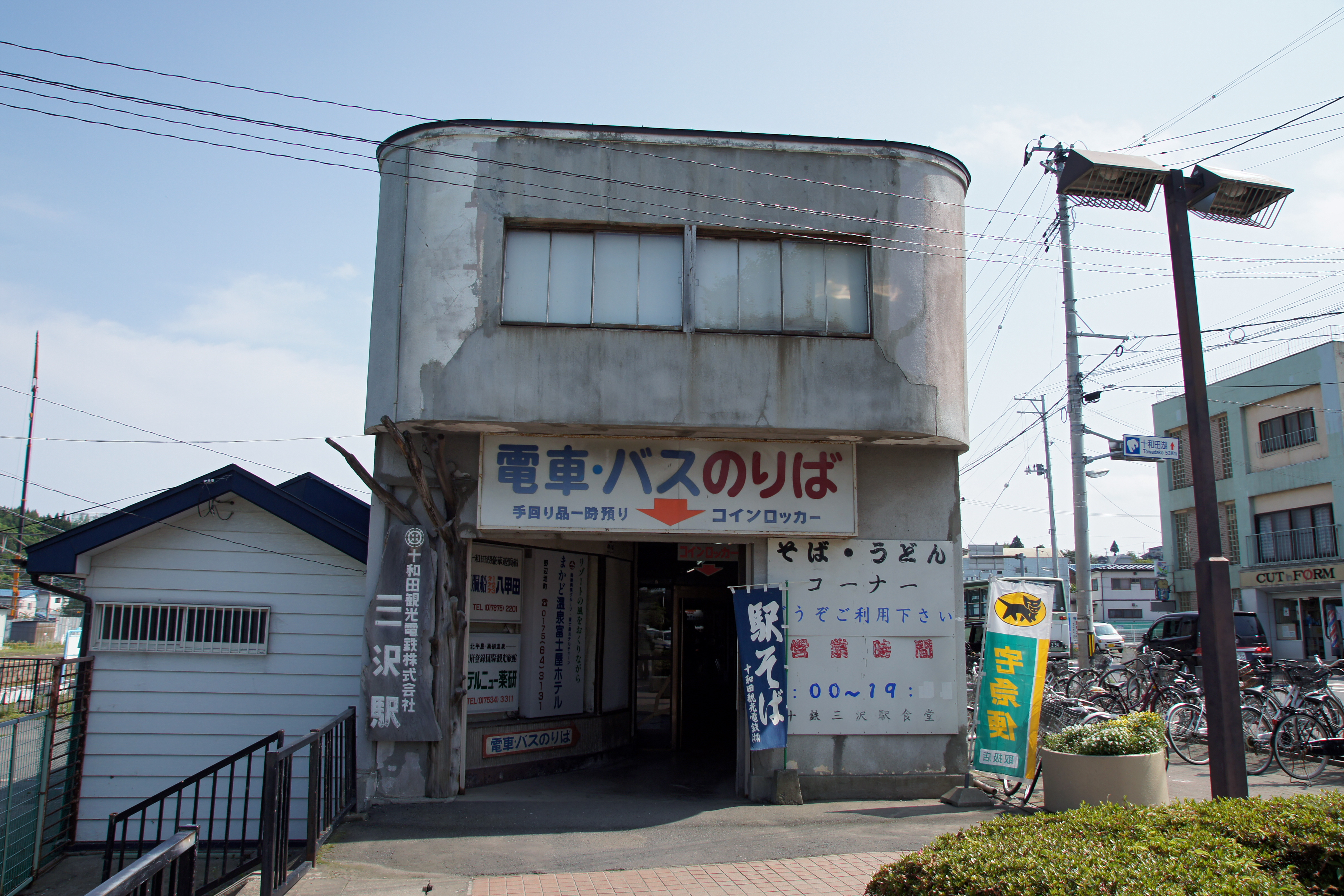
入口（2012年7月）
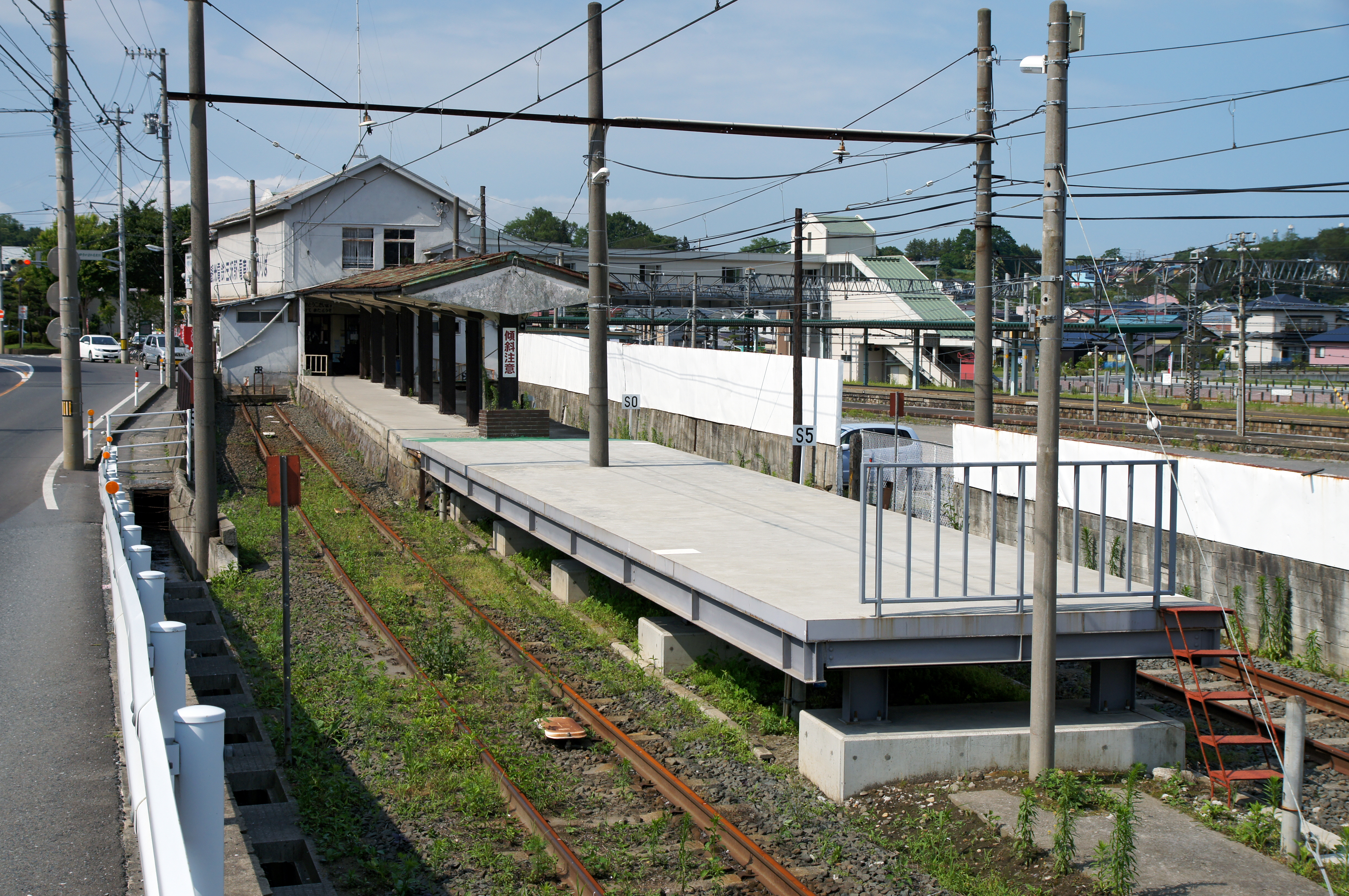
ホーム（2012年7月）
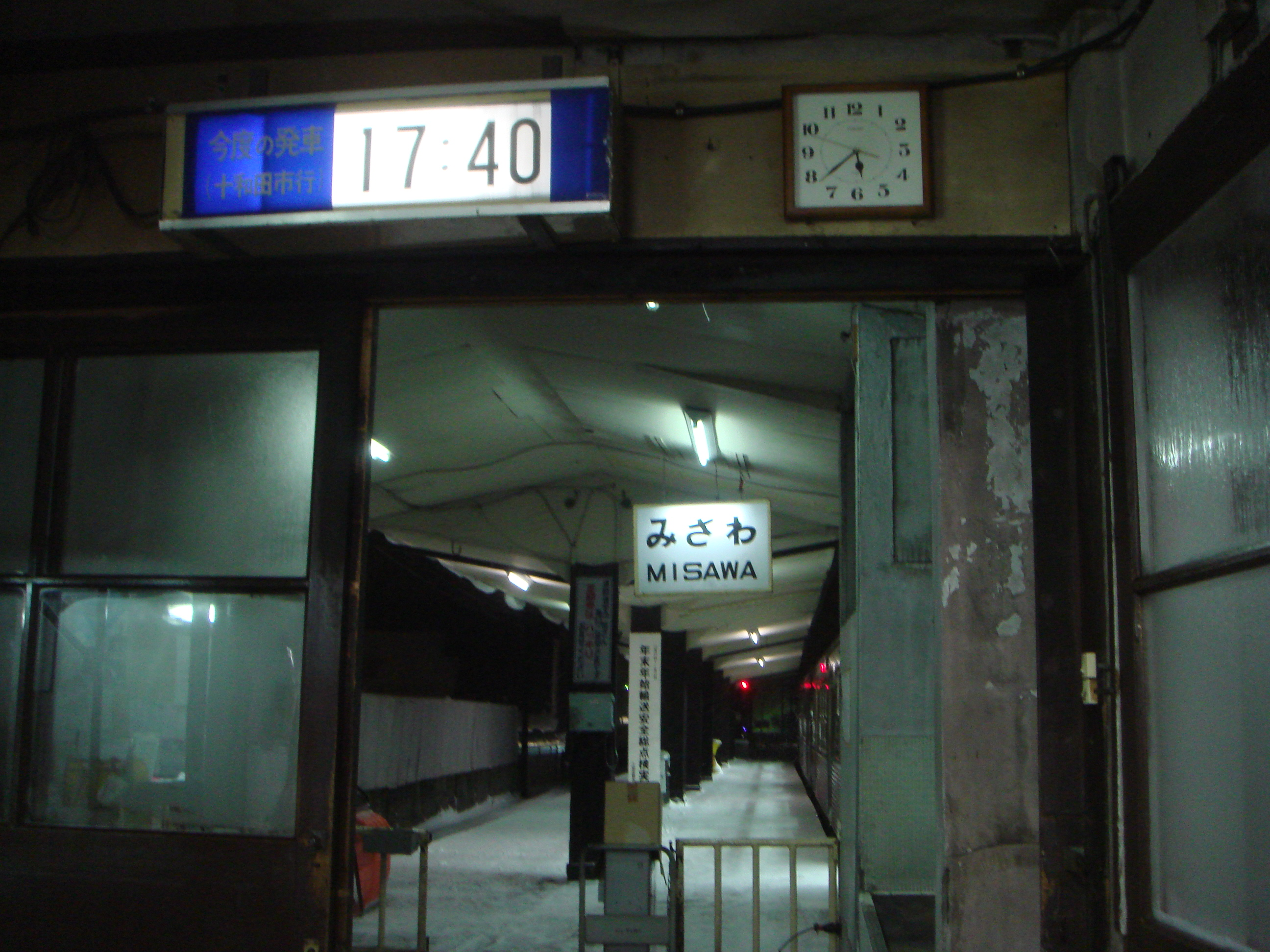
改札口（2008年12月）
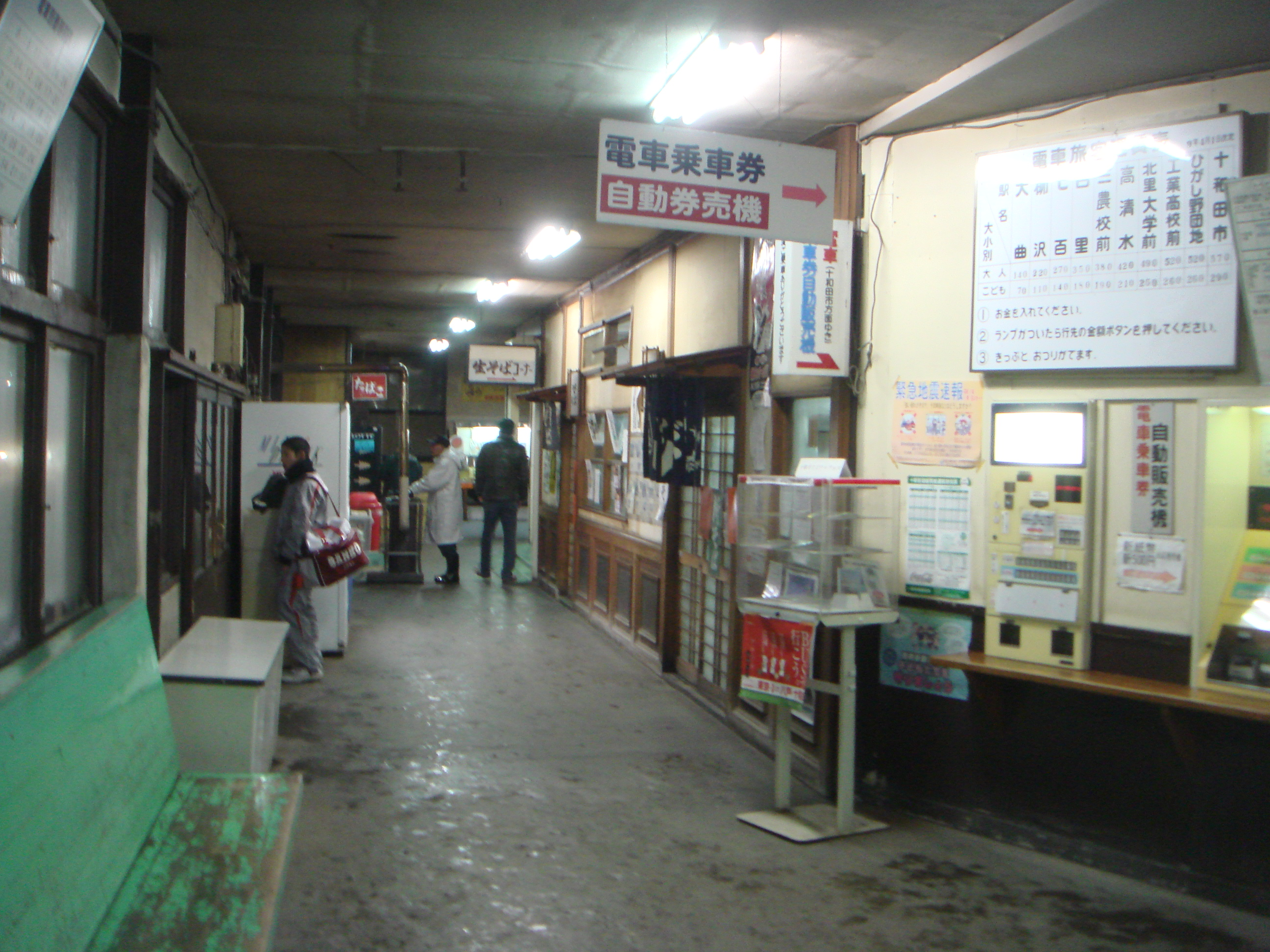
待合室（2008年12月）

## 貨物取扱
かつて併設されていたJR貨物の駅は、取扱廃止時点で車扱貨物の臨時取扱駅となっており、貨物列車の発着もなかった。貨物設備はなく、専用線も当駅には接続していなかった。
かつては、駅から分岐し在日米軍三沢基地（現在は航空自衛隊および民間航空の三沢空港との共用施設）へ至る全長7.9kmの専用線があった。通常は八戸線の本八戸駅から米軍向けの石油輸送が行われていたが、
1969年12月までは福岡県の山田弾薬庫から弾薬も運ばれていた。三沢基地への輸送は2006年6月に終了し、終了後専用線は北側を跨ぐ青森県道170号天ケ森三沢線陸橋の先で断線している。
また太平洋戦争前までは、上記の専用線は基地の先、三沢市五川目付近まで伸びており、三沢鉱山からの砂鉄搬出のために使用されていた。廃線跡は、岡三沢8丁目付近から三沢空港前、ファミリーマート三沢浜三沢店前にある青森県道170号天ケ森三沢線と交差し、田園地帯を北東方向へ斜めに横切る道路が該当する。ただし、廃線跡の遺構はほとんど残っていない。

## 利用状況
- 青い森鉄道 - 2023年度（令和5年度）の1日平均乗車人員は937人である[市統計 1]。
- 十和田観光電鉄 - 2011年度（平成23年度）の1日平均乗車人員は495人である[市統計 2]。

2000年度（平成12年度）以降の推移は以下のとおりである。なお、2010年度（平成22年度）まではJR東日本、2011年度（平成23年度）以降は青い森鉄道の統計である。
| 乗車人員推移       | 乗車人員推移     | 乗車人員推移 |
| 年度               | 1日平均 乗車人員 | 出典         |
| ------------------ | ---------------- | ------------ |
| 2000年（平成12年） | 1,837            | [ JR東 1 ]   |
| 2001年（平成13年） | 1,785            | [ JR東 2 ]   |
| 2002年（平成14年） | 1,658            | [ JR東 3 ]   |
| 2003年（平成15年） | 1,773            | [ JR東 4 ]   |
| 2004年（平成16年） | 1,732            | [ JR東 5 ]   |
| 2005年（平成17年） | 1,545            | [ JR東 6 ]   |
| 2006年（平成18年） | 1,443            | [ JR東 7 ]   |
| 2007年（平成19年） | 1,441            | [ JR東 8 ]   |
| 2008年（平成20年） | 1,462            | [ JR東 9 ]   |
| 2009年（平成21年） | 1,430            | [ JR東 10 ]  |
| 2010年（平成22年） | 1,244            | [ JR東 11 ]  |
| 2011年（平成23年） | 1,015            | [ 市統計 3 ] |
| 2012年（平成24年） | 1,069            | [ 市統計 3 ] |
| 2013年（平成25年） | 1,107            | [ 市統計 4 ] |
| 2014年（平成26年） | 1,149            | [ 市統計 4 ] |
| 2015年（平成27年） | 1,123            | [ 市統計 4 ] |
| 2016年（平成28年） | 1,103            | [ 市統計 4 ] |
| 2017年（平成29年） | 1,065            | [ 市統計 4 ] |
| 2018年（平成30年） | 1,050            | [ 市統計 5 ] |
| 2019年（令和元年） | 1,023            | [ 市統計 6 ] |
| 2020年（令和02年） | 829              | [ 市統計 7 ] |
| 2021年（令和03年） | 868              | [ 市統計 8 ] |
| 2022年（令和04年） | 908              | [ 市統計 9 ] |
| 2023年（令和05年） | 937              | [ 市統計 1 ] |

## 駅周辺
三沢市域にある唯一の鉄道駅であるが、市の中心部は駅から北東2 kmほどの場所にあり、三沢市中心街と内陸の十和田市中心街を結ぶ路線バス（後述）が駅前を経由する。
- 青森県立三沢商業高等学校
- 古牧温泉青森屋
- 三沢駅前郵便局
- 三沢市役所分庁舎
- 三沢市立古間木小学校
- 三沢市立第五中学校
- 古間木川
- 青森県道10号三沢十和田線
- 第二みちのく有料道路 六戸JCT
- 青森県道22号三沢七戸線
- 青森県道8号八戸野辺地線
- 三沢大橋
- DCM 下田店
- マエダストア おいらせ店
- 星野リゾート 青森屋

## バス路線
- 国際興業バス（正面口から発車）
  - 夜行高速バスシリウス号（池袋・東京発着）
  - 夜行高速バスしもきた号（大宮・新宿発着）[注釈 3]
- 岩手県北自動車（正面口から発車）
  - 夜行高速バス MICHINORI EXPRESS（新宿・東京ディズニーシー発着）
- 十鉄バス
  - 三沢 - 三沢空港通 - 四川目 - 平沼線
  - 三沢 - 上北町 - 七戸線
  - 三沢 - 百石線
  - 三沢空港 - 三沢 - 本八戸駅 - 八戸八日町線
  - 鉄道代替バス 十和田三沢線
  - 高速バス 十和田・三沢・八戸 - 盛岡線[注釈 4]
- 三沢市コミュニティバス「みーばす」
  - 正面口側のバス停からの発車
    - 駅シャトル線・北浜線・大津前平線・ビードル西線

  - 東口側のバス停からの発車
    - ビードル東線（循環線）
- 六戸町民バス（正面口から発車）
  - 三沢駅乗り入れ線：小松ヶ丘・六戸高校・六戸町役場方面
- おいらせ町民バス（東口側の屯所近くのバス停からの発車）
  - 北線
- 星野リゾート青森屋送迎バス（宿泊客のみ）

## その他

### 逸話
十和田観光電鉄線の三沢駅舎には夏になるとツバメが駅舎内に巣を作っており、夏になるとツバメは駅舎内外を飛び回っていた。昭和40年代には既にツバメが巣を作り住み着くようになり､当時の十和田観光電鉄の社員が餌付けしたという話もある。現在､この十和田観光電鉄線三沢駅舎は､三沢駅西口再開発事業及びバスターミナル整備に伴い解体されてしまい､解体された翌年までは､青い森鉄道線三沢駅東口にあるトイレの入口に巣を作り棲んでいたが､現在では姿を見ることがなくなってしまった。

### 経営移管前の三沢駅
- みどりの窓口設置の直営駅であった。三沢駅長配置駅。

発着する列車
- 経営移管前は､普通列車や快速列車のほかに､特急列車なども多数発着していた。
- 三沢駅と八戸駅間を往復する普通列車には､「三沢シャトル」という愛称がつけられていた。この列車は､三沢駅で折り返して三沢駅~八戸駅間を結んでおり､3番線から発着していた。

三沢シャトルという愛称は廃止されたが､現在でも､平日のみに運行する青い森鉄道線2520M三沢駅発の八戸駅行きが運行されている。ただし､八戸駅→三沢駅は回送列車である。
- 経営移管直前は､普通列車や快速列車の他に､特急「つがる」､JR津軽海峡線直通の青函特急「白鳥」「スーパー白鳥」も運行されていた。そのうち､スーパー白鳥は､JR北海道の車両で運行されていた。
- 移管直前の上り列車の行き先は「八戸」､下り列車の行き先は「青森」､「弘前」（奥羽本線乗り入れ）､「函館」（津軽海峡線乗り入れ）、「大湊」（大湊線乗り入れ）などと様々だった。

駅設備
- 近距離きっぷ自動券売機2台のほかに指定席券売機があった。

近距離きっぷ券売機は現在の青い森鉄道線近距離きっぷ自動券売機と同じ場所に､指定席券売機は現在の青い森鉄道線三沢駅の窓口内にある記載台付近にあった。また、新幹線などの空席状況を確認できる空席案内ディスプレイもあった。
- 現在､指定席券売機は撤去されている。
- 自動改札機は､設置されておらず有人改札口のみであった。現在も､自動改札機は設置されておらず、有人改札口のみである。

店舗
現在の､青い森たびショップ三沢がある場所に待合室があり､待合室内にKIOSKがあった。

## 隣の駅
青い森鉄道
■青い森鉄道線
□快速「しもきた」
下田駅 - 三沢駅 - 上北町駅
■普通
向山駅 - 三沢駅 - 小川原駅

### かつて存在した路線
十和田観光電鉄
■十和田観光電鉄線
三沢駅 - 大曲駅